# Дикастерия по делам коммуникаций
Дикастерия по делам коммуникации (итал. Dicastero per la Comunicazione) — одна из 16 дикастерий Римской курии, обладающим властью над всеми службами коммуникации Святого Престола и государства-града Ватикан. Доступ к различным службам можно получить через его веб-сайт. Это веб-сайт Папы римского и другие службы, такие как интернет-служба Ватикана (включая бывший ватиканский медиацентр, который распространяет сегменты для телевидения), пресс-служба Святого Престола, L’Osservatore Romano, служба фотографий, радио Ватикана, ватиканская типография и издательского дома Ватикана. Папский совет по массовым коммуникациям был включен в эту новую дикастерию.
Папа римский Франциском учредил Секретариат по делам коммуникации в июне 2015 года во главе с монсеньором Дарио Эдоардо Вигано, бывшим директором Ватиканского телецентра, в качестве его первого префекта. Вигано подал в отставку 21 марта 2018 года, «через неделю после того, как его неправильное обращение с письмом Папы на покое Бенедикта XVI вызвало глобальный бурный протест».
22 сентября 2016 года был опубликован устав Секретариата.
23 июня 2018 года Секретариат был переименован в «Дикастерию по делам коммуникации», а 5 июля 2018 года Папа Франциск назначил префектом дикастерии дипломированного журналиста—мирянина Паоло Руффини. Он был первым мирянином, назначенным возглавить ватиканскую дикастерию. Монсеньор Лусио Адриан Руис, бывший глава интернет-службы Ватикана, является секретарём дикастерии. Пол Назинер, бывший генеральный менеджер «Avvenire», является генеральным директором.
Рабочий язык Секретариата — итальянский, он осуществляет деятельность согласно Общим правилам Римской курии, которым подчинялись до сих пор все СМИ, вошедшие в состав Секретариата.

## Структура
Согласно уставу, Секретариат коммуникации Святого Престола включает в себя четыре руководящих органа:
- Отдел по общим вопросам, которое будет заниматься организационными вопросами, персоналом, правовыми вопросами (в том числе защитой авторских прав на тексты, аудио- и видеофайлы и фотографии), логистикой, техническими вопросами, закупками и координацией международных начинаний;
- Редакционный отдел, которое будет заниматься всеми редакционно-издательскими вопросами и развитием новых форм коммуникации;
- Пресс-служба Святого Престола отвечающая за обнародование и распространение официальных сообщений, связанных с деятельностью Папы и Святого Престола, согласно указаниям Государственного секретариата, а также за организацию брифингов;
- Богословско-пастырский отдел, на которое возлагается задача разработки богословского видения коммуникации и продвижения осведомленности и обучения в области церковной коммуникации.[6]

## Руководство

### Префекты
- Дарио Эдоардо Вигано — (27 июня 2015 — 21 марта 2018, подал в отставку и назначен советником того же департамента);
- Паоло Руффини — (5 июля 2018 — по настоящее время).

### Секретари
- Лусио Адриан Руис — (27 июня 2015 — по настоящее время).

### Директора редакционного направления
- Андреа Торниелли — (18 декабря 2018 — по настоящее время).

### Асессоры
- Дарио Эдоардо Вигано — (21 марта 2018 — 31 августа 2019 — назначен вице-канцлером Папской академии наук и Папской академии общественных наук);

### Церковные ассистенты
- Луиджи Мария Эпикоко — (16 июня 2021 — по настоящее время).